# Tabscoob
Tabscoob auch Taabscoob war Halach Huinik (ranghöchster Fürst) der Chontal-Maya in Potonchán zur Zeit der spanischen Konquista.
Im Jahre 1513 soll Tabscoob einen Feldzug gegen das benachbarte und mit Potonchán konkurrierende Xicalango siegreich geführt haben.
Am 8. Juni 1518 landete Juan de Grijalva im späteren Tabasco, das eventuell seinen Namen von Tabscoob entlehnt. Es kam zu einem friedlichen Zusammentreffen von Tabscoob und Grijalva, bei dem Geschenke ausgetauscht wurden. So soll Grijalva sein grünes Wams aus Samt an Tabscoob übergeben haben. Der Aufforderung, sich Karl V. zu unterwerfen, soll Tabscoob erwidert haben, die Chontal-Maya lebten glücklich und benötigten keinen weiteren Herrn.
Nachdem im Folgejahr Hernán Cortés in Tabasco landete, kam es am 14. März 1519 zur Schlacht von Centla, in der die Spanier über die von Tabscoob geführten Chontal-Maya siegreich waren und Potonchán erobert wurde. Infolgedessen übergab Tabscoob am 15. März 1519 als Zeichen der Ehrerbietung neben einigen Kostbarkeiten zwanzig Sklavinnen. Unter diesen befand sich auch Malinche.

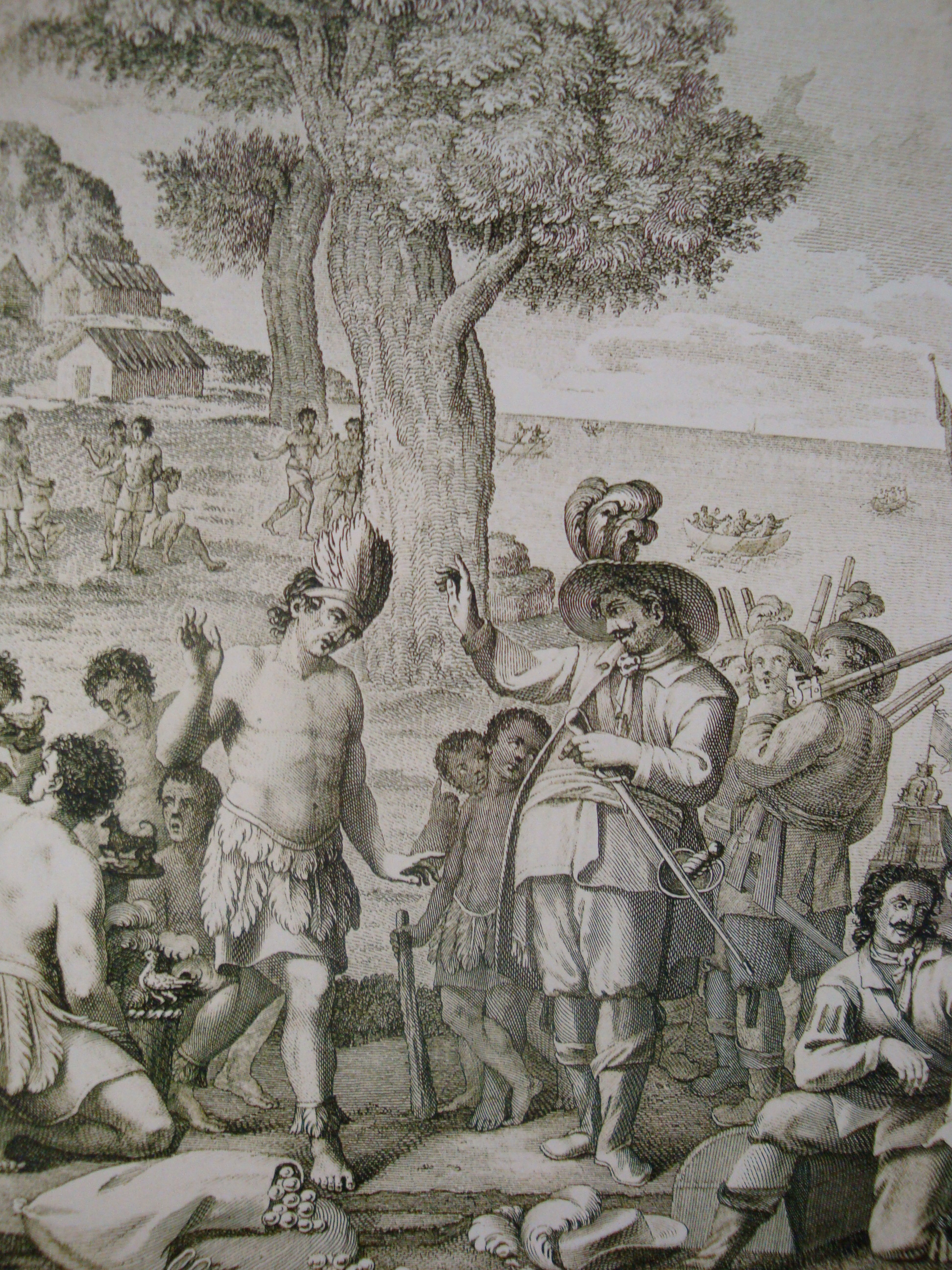
Historische Darstellung des Treffens zwischen Grijalva und Tabscoob
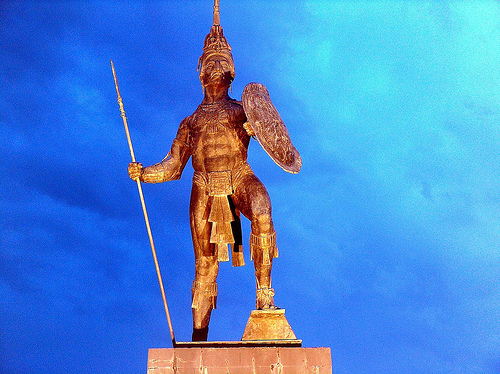
Denkmal von Tabscoob in Villahermosa  (2008)
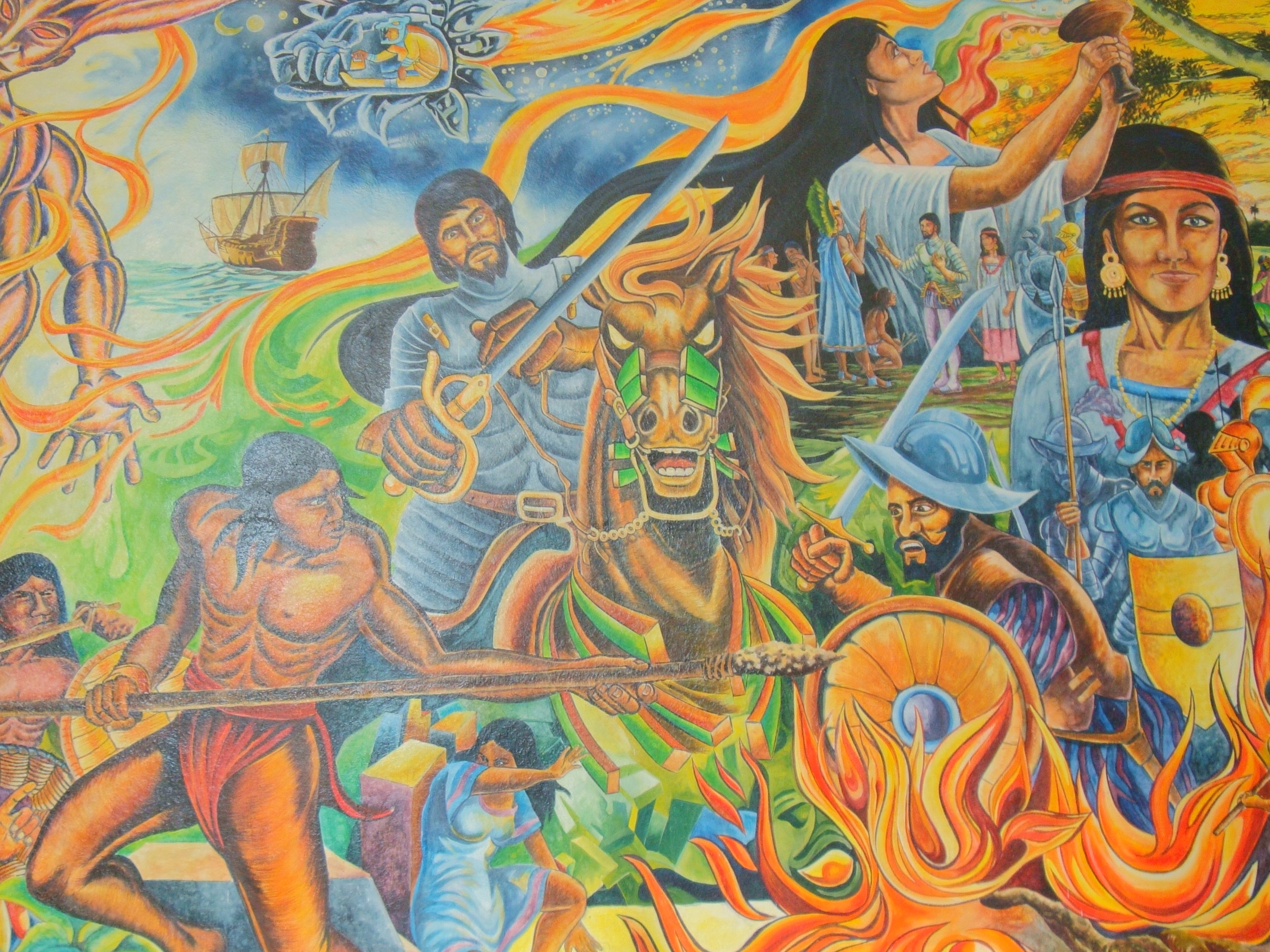
Schlacht von Centla, Interpretation von Magaña Arellano im Stadthaus von Paraíso (2010)